# Hemlandskrigets museum, Dubrovnik

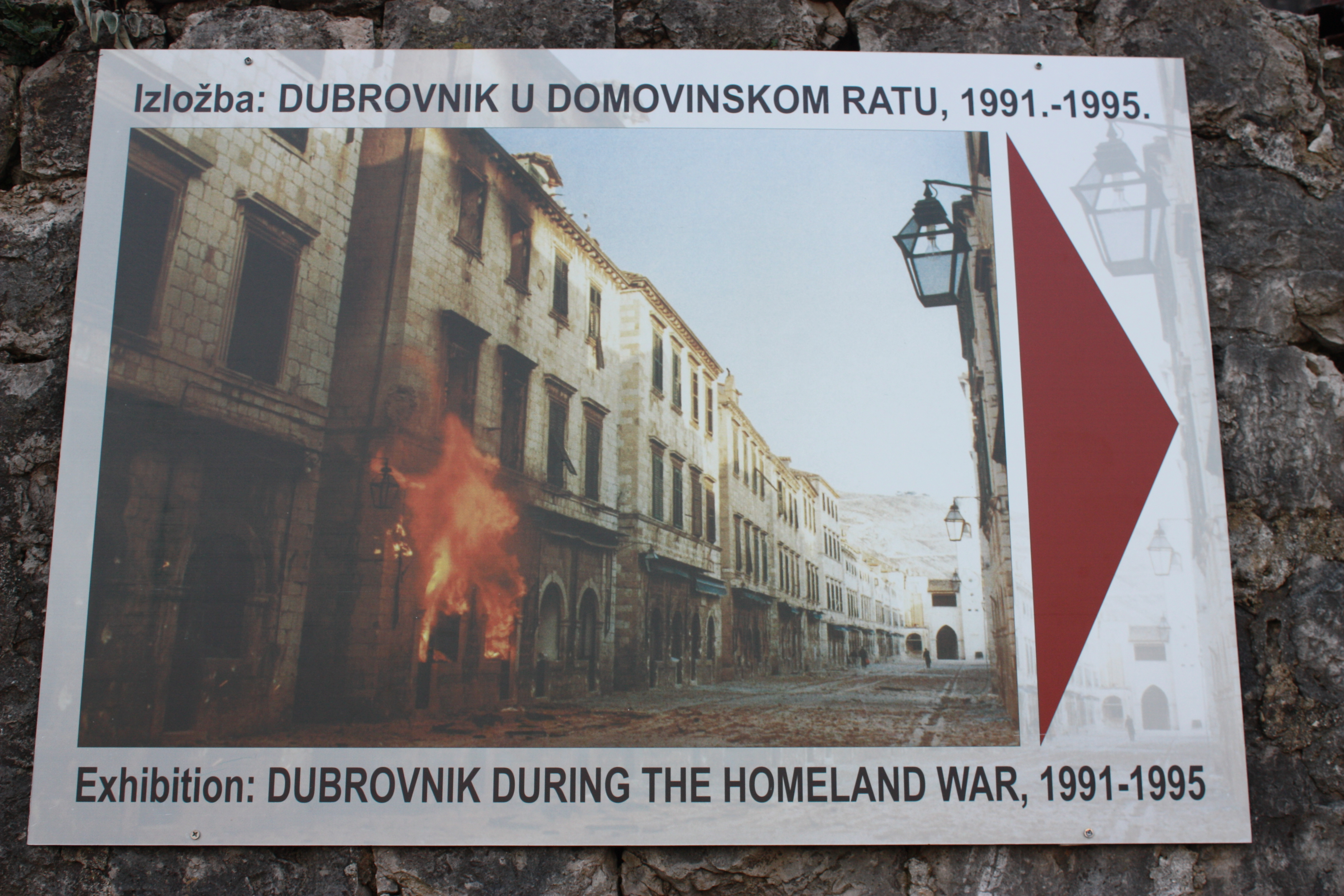
Skylt som visar vägen till utställningen.

Hemlandskrigets museum (kroatiska: Muzej Domovinskog rata) är ett krigshistoriskt museum i Dubrovnik i Kroatien. Det etablerades år 2008 och invigdes formellt år 2010. Museet är beläget i Imperialfästningen bottenvåning och har det kroatiska självständighetskriget (i Kroatien benämnt Hemlandskriget) som tema. 

## Utställning och samlingar
Museets huvudtema är det kroatiska självständighetskriget även om Imperialfästningens historia också presenteras i utställningen. I den permanenta utställningen Dubrovnik i Hemlandskriget 1991–1995 som utgör den första delen av en framtida större utställning visas omkring femhundra föremål relaterade till belägringen av Dubrovnik och försvaret av staden under det kroatiska självständighetskriget. I samlingarna finns bland annat dokument, fotografier, flaggor, kartor och krigsmateriel. Med hjälp av autentiska filmfrekvenser och videomaterial skildras attacken mot Dubrovnik i början av 1990-talet som utfördes av den jugoslaviska armén, då bestående av serbiska och montenegrinska militära enheter. Den permanenta utställningen är indelad i fyra delar:
- "Republiken Dubrovniks fall och Imperialfästningens historia"
- "Serbisk-montenegrinska aggressionen 1991"
- "Dagar av seger - Kroatiska arméns befriande operationer"
- "Befolkningens lidande, förstörelsen av civila objekt och kulturella minnesmärken"